# History (canção de Exo)
History é o segundo single promocional do grupo sino-coreano Exo, interpretado pelos subgrupos EXO-K e EXO-M. Disponível em duas versões linguísticas, coreana e mandarim, a canção foi lançada em 9 de março de 2012 pela S.M. Entertainment. Meses depois, em 9 de abril de 2012, ela foi incluída como uma das faixas do extended play de estreia do grupo, MAMA.

## Lançamento e promoção
"History" foi escrito por Thomas Troelsen, Remee Mikkel Sigvardt Jackman e Yoo Young-jin. A versão em coreano é interpretada pelo subgrupo EXO-K e a versão em mandarim pelo EXO-M. Os vídeos de música da canção foram lançados no YouTube em 8 de março de 2012, um dia antes da canção ser disponibilizada para download através do iTunes.
EXO-K e EXO-M performaram as duas versões durante o seu showcase de estreia em 31 de março de 2012 em Seul, Coreia do Sul, seguido por um segundo showcase em Pequim, República Popular da China, em 1 de abril de 2012.
Em 8 de abril, EXO-K fez sua estreia na televisão no programa de música Inkigayo, performando "History" e a sua canção oficial de estreia, "MAMA". O grupo também apresentou a música no M! Countdown em 12 de abril, Music Bank em 13 de abril, e Show! Music Core em 13 de abril.

## Vídeo musical
Dois vídeos de música para "History" foram lançados no YouTube em 8 de março de 2012 canal oficial da S.M. Entertainment. CadCada vídeo, embora gravados em duas versões diferentes, apresentaram todos os integrantes do EXO. Os vídeos de música apresentam os dois grupos dançando em um ambiente rochoso ventoso e um estúdio azul brilhante.

## Recepção comercial
"History" estreou na 27ª posição na China no Parada de Novos Singles do Sina onde mais tarde alcançou a sexta posição. No Parada Hot Singles do Sina, a canção estreou no número 64 e alcançou o número 14. Na Coreia do Sul, "History" chegou ao número 86.

## Desempenho nas paradas musicais
| Parada (2012)                | Melhores posições |
| ---------------------------- | ----------------- |
| Gaon Singles chart           | 86                |
| Gaon Monthly Singles chart   | 132               |
| Gaon Local Singles chart     | 80                |
| Gaon Streaming Singles chart | 105               |
| Gaon Download Singles chart  | 72                |